# تشارلز سانت جون
تشارلز سانت جون (بالإنجليزية: Charles St. John)‏ هو سياسي أمريكي، ولد في 8 أكتوبر 1818 في مونت هوب في الولايات المتحدة، وتوفي في 6 يوليو 1891 في بورت جيرفيس في الولايات المتحدة. حزبياً، نشط في الحزب الجمهوري. وقد انتخب عضو مجلس النواب الأمريكي.